# Liste der Hospize im Burgenland
Die Liste der Hospize im Burgenland ist alphabetisch nach Gemeinde sortiert. Sie umfasst alle stationären Hospize, Palliativstationen und Heime mit Hospizkultur im österreichischen Bundesland Burgenland. Der Landesverband Hospiz Burgenland ist die Koordinations- und Anlaufstelle für alle Fragen zum Thema Hospiz und Palliative Care im Burgenland.

## Liste
| Name                                                               | Gemeinde   | Adresse Geokoordinaten         | Träger                 | Typ                   | Foto                                      |
| ------------------------------------------------------------------ | ---------- | ------------------------------ | ---------------------- | --------------------- | ----------------------------------------- |
| Palliativstation im Krankenhaus der Barmherzigen Brüder Eisenstadt | Eisenstadt | Johannes von Gott-Platz 1      | Barmherzige Brüder     | Palliativstation      | Krankenhaus Barmherzige Brüder Eisenstadt |
| Haus St. Nikolaus                                                  | Neusiedl   | Kardinal-Franz-König Platz 1   | Caritas                | Heim mit Hospizkultur |                                           |
| Altenwohn- und Pflegeheim                                          | Oberwart   | Evangelische Kirchengasse 8–10 | Diakonie               | Heim mit Hospizkultur |                                           |
| Krankenhaus Oberwart                                               | Oberwart   | Dornburggasse 80               | KRAGES                 | Palliativstation      |                                           |
| Haus St. Vinzenz                                                   | Pinkafeld  | Schütznerstraße 15             | Barmherzige Schwestern | Heim mit Hospizkultur | Haus St. Vinzenz                          |